# Сивридже
Сивридже (тур. Sivrice) — город и район в провинции Элязыг на востоке Турции.